# Snonkweametl
Snonkweametl (Snonkwe'amEtl) izumrlo pleme Cowichan Indijanaca, uže skupine Stalo, porodica Salishan, koji su živjeli na donjem toku rijeke Fraser u kanadskoj provinciji Britanska Kolumbija. Njihovo glavno selo bilo je Snakwametl. Navodi ih Hill-Tout (1902).